# 藻红胆素
藻红胆素（也称为藻胆红素）是一种含氮有机化合物，分子式C33H38N4O6，属于开环四吡咯中的藻胆素类，带有红色荧光，存在于蓝藻中。